# Ischnosiphon centricifolius
Ischnosiphon centricifolius är en strimbladsväxtart som beskrevs av Bengt Lennart Andersson. Ischnosiphon centricifolius ingår i släktet Ischnosiphon och familjen strimbladsväxter. Inga underarter finns listade.